# Flórida (Paraná)
Flórida es un municipio brasilero del estado del Paraná, creado a través de la Ley Estatal nº4245 del 25 de julio de 1960, e instalado el 15 de noviembre de 1961, fue separado de Iguaraçu.

## Geografía
Posee un área de 83,046 km² representando 0,0532 % del estado, 0,0188 % de la región y 0,0012 % de todo el territorio brasilero. Se localiza a una latitud 23°5′13″ sur y a una longitud 51º57'14" oeste, estando a una altitud de 460 metros. Su población estimada en 2005 era de 2646 habitantes.

### Demografía
Datos del censo - 2000
Población total: 2434
- Urbana: 2181
- Rural: 253
- Hombres: 1233
- Mujeres: 1201

Índice de Desarrollo Humano Municipal (IDH-M): 0,775
- Idh salario: 0,679
- Idh longevidad: 0,799
- Idh educación: 0,848

## Administración
- Prefecto: Maria Aparecida Pirani Leoni (2009/2012)
- Viceprefecto: Afonso Dallago
- Presidente de la Cámara: Claudinei Cesnik (2009/2012)